# Unidad de plan

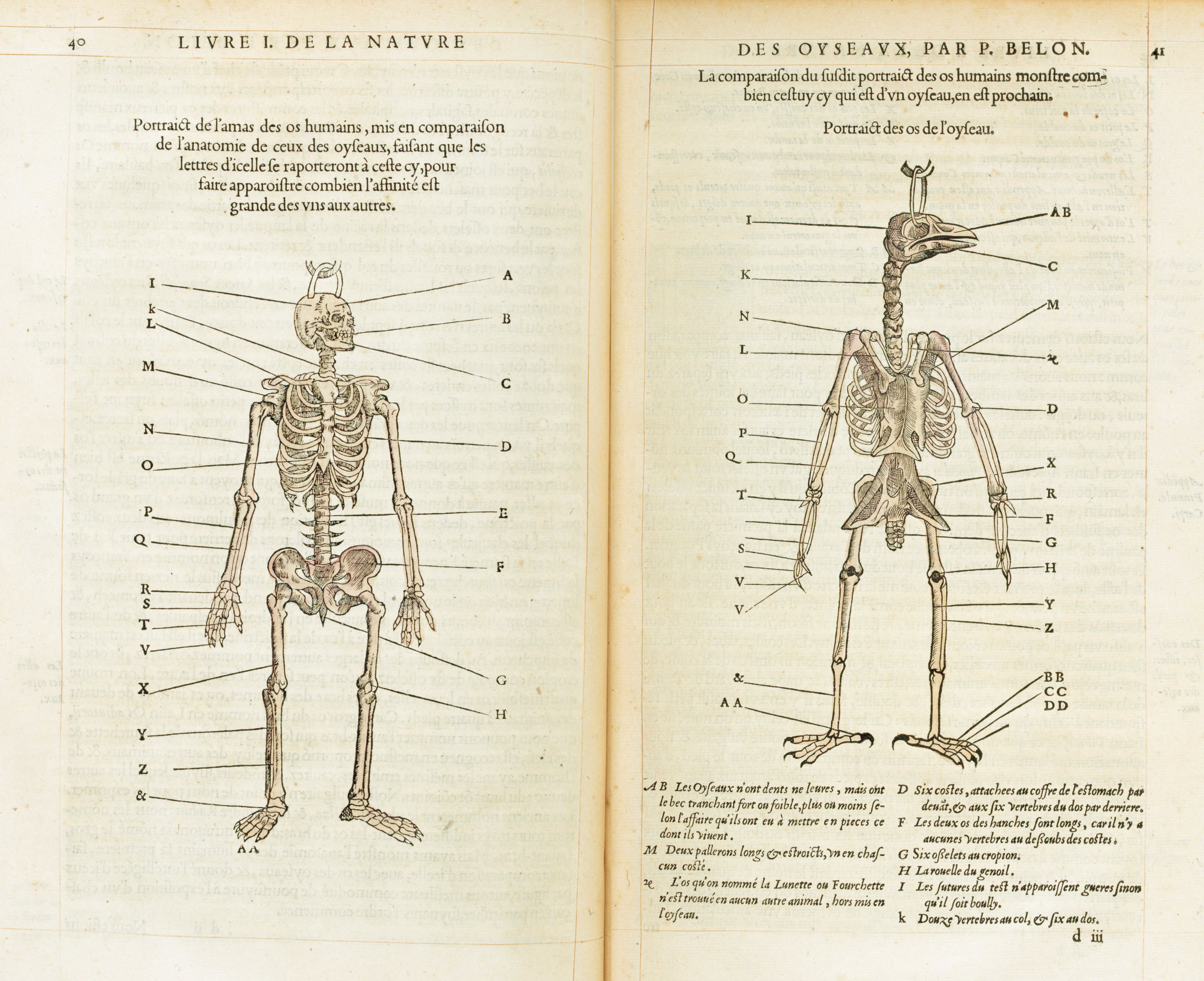
Comparación entre los esqueletos del hombre y el pájaro por Pierre Belon, uno de los primeros ejemplos de anatomía comparada.

La idea de unidad de plan corporal es una idea constante en la historia de la biología según la cual, existiría un plan de organización común a todos los animales (o bien a cada uno de los grandes grupos de animales) del que las especies no serían más que modificaciones. 
La idea de unidad de plan se remonta a Aristóteles y fue admitida sin ser desarrollada durante la Edad Media y el Renacimiento (como demuestra la obra de Pierre Belon). No obstante, hasta finales del siglo XVII la idea de unidad de plan no es objeto explícito de ninguna investigación, siendo la obra del anatomista Félix Vicq d'Azyr la más destacada de este período. Vicq d'Azyr señaló por primera vez la homología estructural entre los miembros superiores e inferiores, proponiendo un método para la identificación de las homologías muy similar al de Étienne Geoffroy Saint-Hilaire. Interpretó ciertos huesos rudimentarios (los intermaxilares y las clavículas rudimentarias) a la luz de la teoría según la cual los vertebrados están construidos según un mismo plan estructural. 
Es en el contexto de la morfología romántica del siglo XIX, especialmente en la obra de Goethe, cuando la idea de unidad de plan alcanza su mayor apogeo. La teoría vertebral del cráneo de Lorenz Oken y la teoría de la metamorfosis de las plantas, de Goethe fueron las hipótesis más célebres inspiradas en esta idea.

## La teoría vertebral del cráneo
En 1807 Lorenz Oken publica su obra Ueber die Bedeutung der Schädelknochen (Sobre la significación de los huesos del cráneo) donde expone la teoría según la cual el cráneo es un conjunto de varias vértebras modificadas, cada una de ellas asociada a uno de los sentidos. De este modo, las “vértebras cefálicas” son, en la teoría de Oken, “vértebras sensoriales”. Esta teoría está profundamente vinculada a su filosofía: los huesos representan el polo terroso y pasivo de la Naturaleza y los nervios el polo solar y activo. 
Por otro lado, Oken estableció un paralelismo entre las vértebras del cráneo y las que conformaban la columna vertebral, de modo que la cabeza, repetía la estructura del tronco. La analogía se fundaba, de nuevo, en razones tanto morfológicas como funcionales pues, según Oken, el tórax y la cavidez nasal estaban ligados a la respiración. 
La teoría vertebral del cráneo fue ampliamente aceptada a partir de 1820, aunque hubo numerosas disputas respecto al número de vértebras que componían el cráneo: 7 (Geoffroy), 6 (Goethe), 4 (Bojanus, Owen) o 3 (Spix y Oken).

## La teoría de la metamorfosis de las plantas
Según la teoría goethiana, todos los órganos florales de las plantas son variaciones de una forma original de donde se derivan, por metamorfosis, los pétalos, los estambres, las hojas, etc.
Recientes datos genéticos y moleculares basados en el estudio de mutaciones homeóticas parecen haber confirmado la hipótesis de una identidad fundamental de los órganos florales.